# John Van Beurden
John Van Beurden (Antwerpen 13 januari 1880 - Deurne 26 juli 1967) was een Belgische architect en medeoprichter van de "Kring voor Bouwkunde". 

## Biografie
Van Beurden volgde lessen aan de Koninklijke Academie voor Schone Kunsten in Antwerpen en werd actief als architect in 1905. 
Tussen 1920 en 1931 had hij een architectenbureau samen met Jan Vanhoenacker en Jos Smolderen, waarmee ze de wederopbouw van de Westhoek en enkele opdrachten in Antwerpen realiseerden. 
Hij richtte de Kring voor Bouwkunde op in 1899 en bekleedde er verschillende bestuursfuncties, waaronder voorzitter en ondervoorzitter. 

## Realisaties
Hij is de architect van een aantal villa's in het noorden van Antwerpen (Ekeren, Brasschaat).
Enkele bekende zijn: 
- De Beurs voor Diamanthandel in Antwerpen (samen met Jan Vanhoenacker)
- Het Century Hotel te Antwerpen. (samen met Jan Vanhoenacker, Vincent Cols en Jules De Roeck)
- Het Koninklijk Atheneum te Berchem. (samen met Jean Pots)

## Erkentelijkheid
- Prijs De Keyser, (1901)